# Plešivec
Plešivec je naselje u slovenskoj Općini Velenju. Plešivec se nalazi u pokrajini Štajerskoj i statističkoj regiji Savinjskoj. 

## Stanovništvo
Prema popisu stanovništva iz 2002. godine naselje je imalo 357 stanovnika.